# Dikalcijum fosfat
Dikalcijum fosfat (kalcijum monohidrogen fosfat) je dibazični kalcijum fosfat. On se obično nalazi kao dihidrat, sa hemijskom formulom , ali se može termički konvertovati u anhidratnu formu. On je praktično nerastvoran u vodi, i.e. 0.02 g / 100 mL na 25 °. On sadrži oko 29.5 procenata kalcijuma u anhidratnoj formi.

## Priprema
Dikalcijum fosfat se može formirati reakcijom stehiometrijskih količina kalcijum oksida i fosforne kiselina:

## Upotreba
Dikalcijum fosfat se uglavnom koristi kao prehrambeni suplement u pripremi cerealija, hrane za pse, obogaćenog brašna, i testenina. On se takođe koristi u pripremi tableta, kao i nekih proizvoda za eliminisanja telesnog zadaha. On se koristi u hrani za živinu. On se isto tako koristi u nekim pastama za zube kao sredstvo za sprečavanje kamenca.